# Mecorhis ungarica
Mecorhis ungarica ist ein kleiner, aber sehr auffallend gezeichneter Käfer aus der Familie der Blattroller (Attelabidae), Unterfamilie Triebstecher (Rhynchitinae), die zu den Rüsselkäfern (im weiteren Sinne) (Überfamilie Curculionoidea) gehören. Die gelegentlich verwendeten deutschen Namen „Rosenknospenstecher“ oder „Rosenblütenstecher“ sind nicht eindeutig, sie werden auch für andere Käferarten an Rose verwendet. Gängiges wissenschaftliches Synonym ist Rhynchites hungaricus, unter diesem Namen ist die Art in den meisten älteren Aufstellungen verzeichnet.

## Merkmale
Der Käfer erreicht vier bis sechs Millimeter Körperlänge. Er ist zweifarbig schwarz und leuchtend rot. Meist ist der Körper einschließlich der Körperanhänge schwarz gefärbt, der Halsschild und die Flügeldecken sind rot, wobei auf den Flügeldecken ein breiter schwarzer Längsstreifen beiderseits der Naht verläuft, der sich meist nach hinten hin keilförmig verschmälert. Abweichungen in der Färbung kommen verbreitet vor. Oft befinden sich auf dem Halsschild ein oder zwei schwarze Bänder. Die schwarze Zeichnung kann auch ausgedehnter, bis hin zu vollkommen schwarzen Tieren, sein. Der gesamte Körper ist abstehend schwarz behaart, wobei die Behaarung etwas schräg nach hinten gerichtet ist. Der Rüssel ist relativ lang und gerade. Die Fühler sind nahe der Rüsselmitte eingelenkt, beim Männchen etwas vor der Mitte. Die locker gegliederte, dreigliedrige Fühlerkeule ist gegenüber der Fühlergeißel deutlich abgesetzt. Die Körpergestalt ist gedrungen, der Halsschild ist an den Seiten gebogen und deutlich schmaler als die Flügeldecken. Auf den Flügeldecken befinden sich grobe Reihenpunkte, dazwischen eine verworrene Punktierung gleicher Stärke. An den Schienen (Tibien) der Vorderbeine sitzen bei beiden Geschlechtern zwei nach innen stehende, hakenförmige Dornen.

## Lebensweise
Die Larve der Art lebt auf Rosen (Gattung Rosa). Sie belegt sowohl wild vorkommende als auch kultivierte Pflanzen. Das Weibchen legt ein Ei in eine Blütenknospe und frisst anschließend den Blütenstiel an, der abknickt und verwelkt. Die Larve frisst im Inneren der verwelkten Knospe. Sie lässt sich mit dieser letztlich zu Boden fallen, wo sie sich in einer Puppenkammer im Erdreich verpuppt. Käfer können von Mai bis Juni beobachtet werden.

## Verbreitung
Es handelt sich um eine Wärme liebende Art, die vom südlichen Mitteleuropa über den Mittelmeerraum bis Vorderasien verbreitet ist. Sie ist in Mähren und der Slowakei und im Osten von Österreich (Niederösterreich und Steiermark) nachgewiesen, fehlt aber in Deutschland. In Ländern mit Rosenkulturen, wie z. B. der Türkei, gilt sie als Rosenschädling, besitzt aber keine besondere ökonomische Bedeutung.